# Hermann Fischer-Sigwart

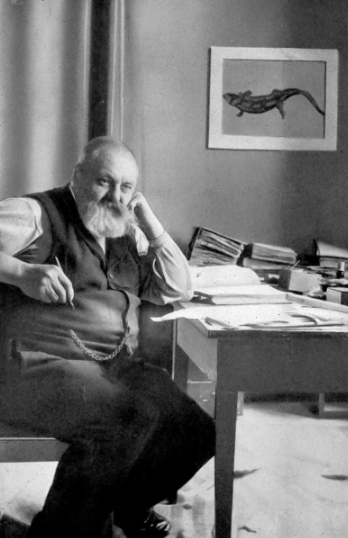
Hermann Fischer-Sigwart

Hermann Fischer-Sigwart (* 23. März 1842 in Zofingen; † 23. Juli 1925 ebenda) war ein Schweizer Apotheker, Botaniker, Autor, Sammler, Naturforscher, Museumsgründer und Konservator.

## Leben und Werk
Hermann Fischer absolvierte im väterlichen Geschäft eine Apothekerlehre und kam nach bestandener Lehrzeit an die Schrickelsche Hofapotheke in Karlsruhe. Ein Jahr später arbeitete er im pharmazeutischen Institut unter Professor Ludwig und bestand die Reifeprüfung. Anschliessend studierte er drei Semester an der Universität Jena Botanik, Mineralogie und Chemie und wurde massgeblich von Matthias Jacob Schleiden beeinflusst.
Wieder in der Schweiz bestand Fischer mit 21 Jahren das Staatsexamen und war somit der jüngste Apotheker der Schweiz. Da sein jüngerer Bruder Eduard die väterliche Apotheke übernahm, erwarb er nach einigen Wanderjahren, die er in Neuenburg und in Basel verbrachte, mit der elterlichen Unterstützung die vormals unrentable Apotheke in der Unterstadt in Zofingen.
Fischer heiratete 1866 Emma, geborene Hürsch († 1874). Zusammen hatten sie fünf Kinder. 1882 heiratete er Amalie, geborene Sigwart. Als diese 1898 verstorben war, heiratete er deren Schwester Rosmarie. Seine Ehefrauen führten die Apotheke, während er auf botanischen Exkursionen u. a. im Wauwilermoos unterwegs war. Als 1903 die kantonale Behörde von ihm verlangte, eine ausgebildete Apothekerhelferin anzustellen, verkaufte Fischer-Sigwart die Apotheke und zog in das «Waldhaus» in den Rebbergen von Zofingen. Von da widmete er sich ausschliesslich seinen wissenschaftlichen Projekten.
Fischer-Sigwart war der Gründer des von seinem Freund Gustav Rudolf Straehl finanzierten und 1901 eröffneten Museums in Zofingen. Zudem war er der erste Konservator dessen naturhistorischer Abteilung. Seine Sammlung, die u. a. 200 dicke Faszikel umfasste, vermachte er 1925 der Stadt Zofingen. Zusammen mit Paul Sarasin, Jakob Heierli, Albert Heim, Hans Schardt, Carl Schroeter, Ernest Wilczek und Friedrich Zschokke gründete er die Schweizerische Naturkommission.
Fischer-Sigwart war u. a. 25 Jahre Präsident des aargauischen Tierschutzvereins, Mitglied der aargauischen Sanitätskommission, Mitglied und Präsident der Forstkommission, Mitglied des Gemeinderates, Inspektor der Kantonsschule in den naturwissenschaftlichen Fächern und der Chemie sowie 40 Jahre lang Mitglied der Schweizerischen Naturforschenden Gesellschaft. Diese versammelte sich ihm zu Ehren in Zofingen, als er 1902 Jahrespräsident war. Viele Vereine und Gesellschaften machten Fischer-Sigwart zum korrespondierenden oder Ehrenmitglied.
Die mathematisch-naturwissenschaftliche Sektion der philosophischen Fakultät der Universität Zürich verlieh Fischer 1896 die Ehrendoktorwürde.

## Schriften (Auswahl)
- Reptilien und Amphibien, 1898